# Henry Stuart, Lord Darnley

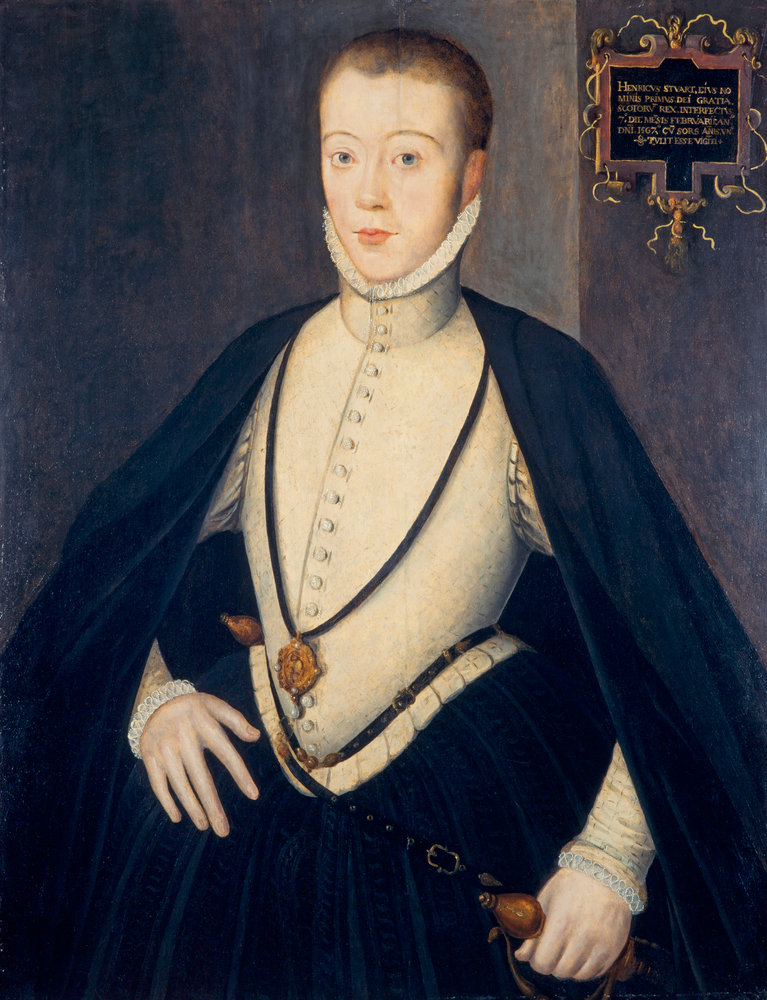
Henry Stuart, Lord Darnley

Henry Stuart, Lord Darnley (* 7. Dezember 1545 in Temple Newsam House, Yorkshire; † 10. Februar 1567 in der Abtei Kirk o'Field, Edinburgh) war der zweite Ehemann der schottischen Königin Maria Stuart (seiner Cousine) und somit seit 1565 Duke of Albany, Earl of Ross und Lord Ardmannoch sowie formal König von Schottland, auch wenn er als Royal Consort an der Regierung nicht beteiligt war.

## Leben

### Jugend
Henry Stuart wurde als zweiter Sohn des Matthew Stewart, 4. Earl of Lennox und der Margaret Douglas, Tochter des Archibald Douglas, 6. Earl of Angus, und der Margaret Tudor, der Schwester des englischen Königs Heinrich VIII., in Temple Newsam House in Yorkshire, dem „Hampton Court des Nordens“, geboren. Sein Geburtsdatum wird traditionell als 7. Dezember 1545 angegeben. Allerdings würde das heißen, dass seine Zeugung nur wenige Wochen nach der Geburt seines gleichnamigen älteren Bruders, Henry Stuart, Lord Darnley (* 6. Februar 1545; † 29. November 1545), stattgefunden hätte, was von einigen Historikern bezweifelt wird. Hinzu kommt, dass ein Bote von Maria Stuart, Darnleys Ehefrau, im März 1566 angab, dass der Gemahl der Königin gerade 19 Jahre alt war. Demzufolge wäre Darnley am 7. Dezember 1546 geboren worden. Als Heir apparent des Earls of Lennox führte er den Höflichkeitstitel eines Lord Darnley – ein Nebentitel seines Vaters. Durch seine Mutter, eine Nichte König Heinrichs VIII. von England, war er ein Urenkel König Heinrichs VII. von England. Henry, der dem schottischen Königshaus Stuart angehörte, war – nach seinem Vater – der nächste Anwärter auf den schottischen Thron, sollte Maria kinderlos sterben, und auch auf die englische Thronfolge hatte er gute Ansprüche.
Lord Darnley wuchs in England auf. Er erhielt den üblichen vom Humanismus der Renaissance geprägten Unterricht seiner Kreise, hatte eine schöne Handschrift und zeichnete sich durch Geschicklichkeit in militärischen Übungen aus. Seine ehrgeizige Mutter sandte ihn zum ersten Mal 1559 nach Frankreich, um Franz II. und seiner Gemahlin Maria Stuart zur Thronbesteigung zu gratulieren. Nach dem Tode Franz’ II. im Dezember 1560 sandte ihn seine Mutter erneut nach Frankreich, wo er offiziell um Marias Hand anhielt. Lady Lennox hätte ihren Sohn gerne als Elisabeths Nachfolger auf dem englischen Königsthron gesehen, und eine Heirat mit seiner Cousine Maria Stuart schien ihr das richtige Mittel zum Zweck zu sein. In der Folge wurden Mutter und Sohn, die beide englische Untertanen waren, 1561 von Elisabeth inhaftiert, nach kurzer Zeit aber wieder freigelassen.

### Heirat mit Maria Stuart

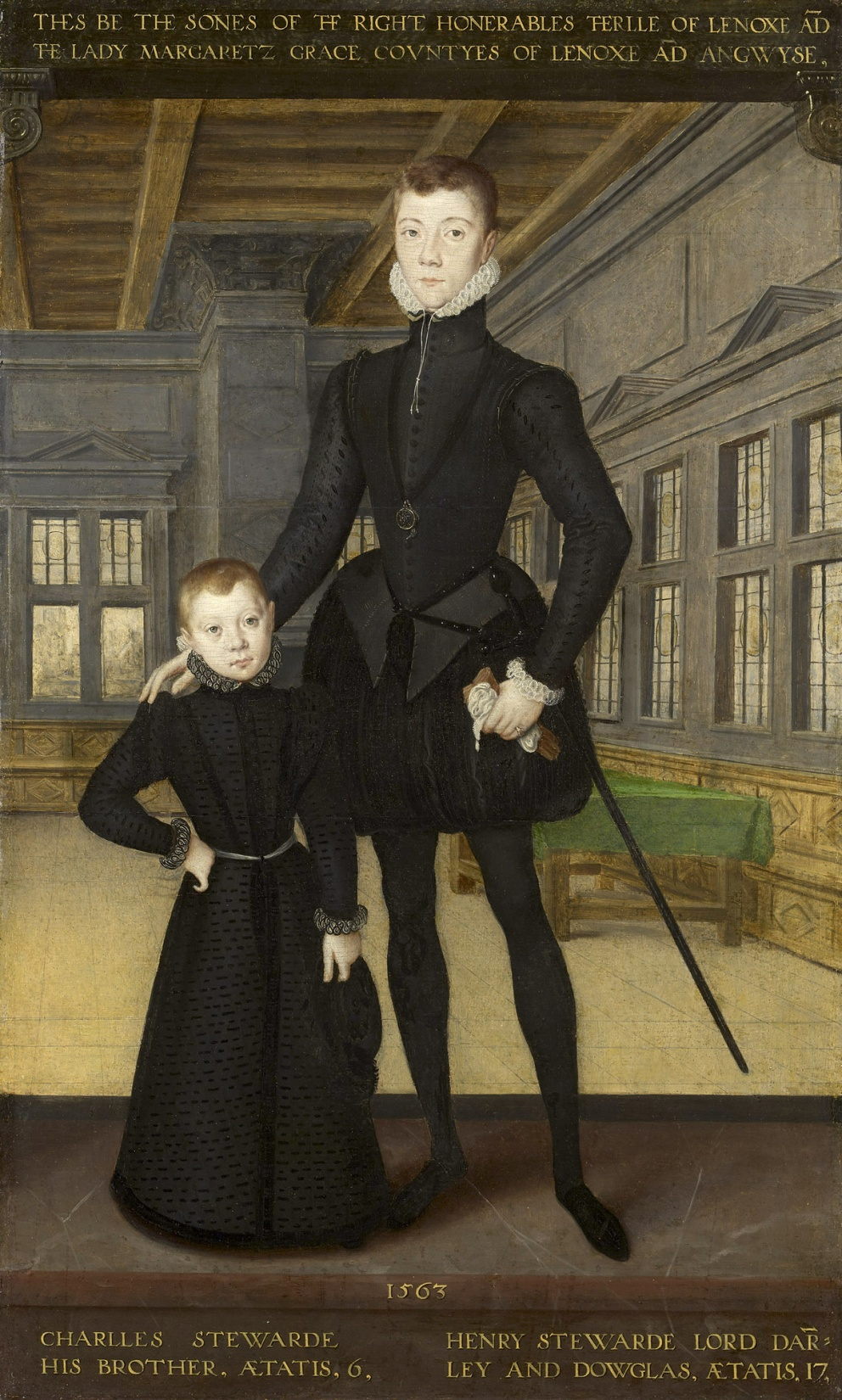
Lord Darnley und sein kleiner Bruder Lord Charles Stuart, Gemälde von Hans Eworth

Darnley verbrachte einige Zeit am englischen Hof, bevor er sich 1565 nach Schottland aufmachte. Die Heirat mit Maria Stuart war eine Liebesheirat, gleichzeitig aber auch politisches Kalkül. Bereits 1564 war er von Maria in die engere Auswahl einbezogen worden, allerdings nur als zweite Wahl, da Maria noch Interesse an Elisabeths Vorschlag zeigte, Robert Dudley, den Earl of Leicester zu ehelichen – wofür Elisabeth ihr in diesem Falle die englische Thronfolge zusichern wollte. Da es die englische Seite, von der Unwilligkeit des Bräutigams abgesehen, aber zeitweilig an Interesse fehlen ließ, entschloss sich Maria, Darnley zu heiraten, nachdem sie ihren neuen Verehrer während einer Masernerkrankung gepflegt hatte.
In der schottischen Politik hatte die Rückkehr Darnleys Unruhe und Befürchtungen ausgelöst, da seine Eltern dort großen territorialen Einfluss hatten und „mehr gefürchtet als geliebt“ wurden. Darnley war außerdem Katholik und man befürchtete eine Wende in der protestantischen Ausrichtung Schottlands, da Maria Schottland Philipp II. anempfohlen hatte und versprach, dass Schottland nach ihrer Heirat mit Darnley „so sehr unter seiner Kontrolle sein werde wie irgendein Teil seines Reiches“. Zahlreiche Adlige Schottlands waren entsetzt über die bevorstehende Heirat, und Marias Halbbruder James Stewart, 1. Earl of Moray ging mit einigen protestantischen Adligen nach England, andere wurden von Maria verbannt.
Die Haltung Elisabeths I. zu dieser Heirat ist nicht eindeutig und nur schwer zu verstehen. Einerseits hatte sie Darnley Maria als Ehemann „zweiter Wahl“ angeboten und ihm die Reise nach Schottland erlaubt, und sie wusste auch, dass Maria an einer Heirat mit Darnley interessiert war. Andererseits haben sie und der Kronrat ihr unmissverständliches Missfallen erklärt, und das Angebot an Maria, doch noch Robert Dudley, Earl of Leicester („oder einen anderen englischen Adligen“ als Darnley) zu heiraten, wurde schnellstens erneuert. Es war jedoch zu spät: Die Hochzeit von Darnley und Königin Maria fand am 29. Juli 1565 in der Kapelle des Holyrood Palace in Edinburgh statt.

### Ermordung Rizzios
Maria, die binnen kurzem schwanger wurde, war anfangs in ihren gutaussehenden Bräutigam sehr verliebt, aber diese Begeisterung kühlte schnell ab, und die Eheleute entfremdeten sich rasch. Lord Darnley war hochmütig, mit einem Hang zur Gewalttätigkeit. Er erregte in Edinburgh Aufsehen durch seine Eskapaden in Wirtshäusern und Bordellen. Sein Königstitel wurde nach seiner Meinung nicht genügend gewürdigt, da Maria ihm keinen politischen Einfluss gewährte. Er fühlte sich in seinem Stolz verletzt, als das Parlament sich weigerte, ihn zum König eigenen Rechts zu machen. Er beteiligte sich an einer Verschwörung schottischer Lords, die sich gegen den Privatsekretär und Vertrauten der Königin, David Rizzio, wandte. Nach Darnleys Meinung war Rizzio auch Marias Liebhaber. Eifersüchtig ermordete er mit seinen Komplizen den Italiener am 9. März 1566 vor den Augen seiner schwangeren Frau im Holyrood Palace. Maria wurde unter Hausarrest gestellt, konnte aber mit Hilfe ihres wankelmütigen Gemahls, der die Fronten gewechselt und sich wieder auf ihre Seite gestellt hatte, nach Dunbar entkommen.
Nach der Geburt des gemeinsamen Sohnes James am 19. Juni 1566 war die Erbfolge gesichert und Maria wandte ihre Gunst ihrem zukünftigen dritten Ehemann James Hepburn, 4. Earl of Bothwell zu. Darnley, dessen Mitverschwörer sich wegen seines Seitenwechsels von ihm abgewandt hatten, war jetzt isoliert. Als Mordgerüchte aufkamen, fürchtete er um sein Leben und machte sich auf, Schottland zu verlassen, wurde aber durch verschiedene Umstände an seinem Plan gehindert. Er floh nach Glasgow, wo ihn eine Krankheit (möglicherweise Syphilis, aber wahrscheinlich die Pocken) niederwarf. Maria überredete Darnley, wieder nach Edinburgh zurückzukehren.

### Darnleys Tod
Mit Rücksicht auf seinen Gesundheitszustand reiste er in kurzen Etappen und machte in Kirk o’ Field, innerhalb der Stadtmauern Edinburghs, Station. Er hütete noch das Bett, und seine Gattin pflegte ihn demonstrativ und versprach ihm die baldige Wiederaufnahme der ehelichen Beziehungen. Am Abend des 9. Februar 1567 verabschiedete sich Maria von ihm und ging zur Hochzeit ihrer Zofe im Holyrood Palace ganz in der Nähe. Kurz darauf gab es in seiner Unterkunft eine gewaltige Explosion, die das Haus völlig zerstörte. Darnley selbst und sein Diener wurden tot in der Nähe des Hauses in einem Obstgarten außerhalb der Stadtmauern gefunden. Da er unbekleidet war und keine Verletzungen aufwies, nimmt man an, dass er auf der Flucht erdrosselt wurde.

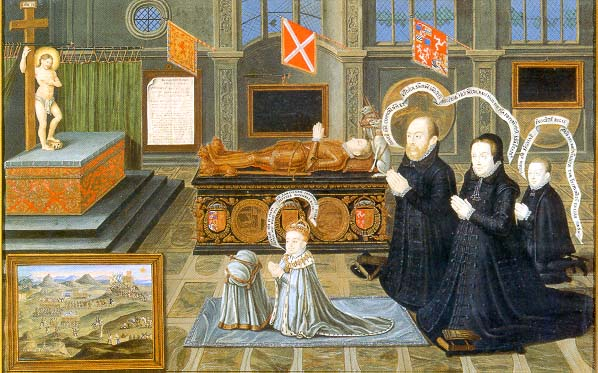
Vor dem aufgebahrten Leichnam Henrys knien sein Sohn, Kronprinz Jakob, sowie seine Eltern und sein Bruder. (Epitaph von Lieven de Vogeleer)

Die Täter wurden zunächst aus offensichtlich politischen Gründen nicht ermittelt. Der Earl of Bothwell war für alle der offenkundige Auftraggeber, als herauskam, dass er das verwendete Schießpulver in Darnleys Keller hatte unterbringen lassen. Außerdem hatten mehrere schottische Lords (darunter Bothwell) bereits im November 1566 in Anwesenheit Marias auf Craigmillar Castle einen Eid (bond of manrent) geschworen, Darnley zum Wohle des Staates zu beseitigen. Eine Mitwisserschaft Maria Stuarts wurde oft geleugnet, ist aber kaum zu bezweifeln.
Darnleys sterbliche Überreste wurden in der Kapelle des Holyrood-Palastes beigesetzt. Darnleys Vater gab bei dem Maler Lieven de Vogeleer – wohl noch im selben Jahr – ein Epitaph in Auftrag, das Darnleys Familie (ohne die Witwe Maria) vor seinem Leichnam kniend (und um Vergeltung betend) zeigt, davor die Szene eines Feldzugs. Es hängt heute im Holyrood Palace in ebendem Raum, in dem Darnley Rizzio erstach, von dessen Blutlache dort noch angebliche Spuren zu sehen sind.
Maria heiratete nur wenige Wochen nach Darnleys Tod den Earl of Bothwell. Die Ehe mit dem mutmaßlichen Mörder Darnleys löste einen großen Skandal aus, der in der weiteren Folge zum Aufstand gegen die Königin, ihrer Absetzung und ihrer Flucht nach England führte.

## Nachkommen
Aus der Ehe mit Maria Stuart ging ein Kind hervor:
- James Stuart (1566–1625), ab 1567 als Jakob VI. König von Schottland, ab 1603 als Jakob I. auch König von England; ⚭ Anna von Dänemark